# Akira Komata
Akira Komata (en japonés: 古俣聖, Komata Akira; Niigata, 31 de enero de 1998) es un deportista japonés que compite en esgrima, especialista en la modalidad de espada.
Participó en los Juegos Olímpicos de París 2024, obteniendo una medalla de plata en la prueba por equipos (junto con Koki Kano, Masaru Yamada y Kazuyasu Minobe).
Ganó una medalla de oro en el Campeonato Mundial de Esgrima de 2025, en la prueba por equipos.

## Palmarés internacional
| Juegos Olímpicos   | Juegos Olímpicos | Juegos Olímpicos | Juegos Olímpicos   |
| Año                | Lugar            | Medalla          | Prueba             |
| ------------------ | ---------------- | ---------------- | ------------------ |
| 2024               | París (Francia)  | Medalla de plata | Espada por equipos |
| Campeonato Mundial |                  |                  |                    |
| Año                | Lugar            | Medalla          | Prueba             |
| 2025               | Tiflis (Georgia) | Medalla de oro   | Espada por equipos |